# Bad Salzhausen (przystanek kolejowy)
Bad Salzhausen (niem: Bahnhof Bad Salzhausen) – przystanek kolejowy w Nidda, w dzielnicy Bad Salzhausen, w kraju związkowym  Hesja, w Niemczech.
Piętrowy budynek z dachem dwuspadowym został zbudowany około 1900 roku na linii kolejowej Beienheim – Schotten oddanej do użytku w 1897. Konstrukcja nośna ze stali naśladuje konstrukcję drewnianą. Ze strony południowo-zachodniej przylega do pomieszczeń części przeszklonej hali. Na jego północno-wschodniej części wybudowana toaletę. Znajduje się tu również żeliwna fontanna z wodą pitną. 
Ze względu na jego położenie, stacja może zachować oryginalny wygląd bez interwencji strukturalnych oraz ze względu na jego techniczne i historyczne znaczenie jako zabytek kultury Hesji.